# Кабати (станція метро)
52°07′55″ пн. ш. 21°03′54″ сх. д. / 52.13194° пн. ш. 21.06500° сх. д.
Кабати (пол. A-1 Kabaty) — станція Першої лінії Варшавського метрополітену, була відкрита 7 квітня 1995 року. Поруч зі станцією знаходиться кінцеве електродепо ТЧ-1 «Кабати». Неподалік станції знаходиться Кабацький ліс. Знаходиться в районі Кабати дільниці Урсинув. Розташована під алеєю Комісії Народної Освіти, між вулицями Вонвозова і Телекі.

## Опис
Конструкція станції — односклепінна мілкого закладення з острівною прямою платформою завширшки 10 м і завдовжки 120 м.  Станція оздоблена у біло-сіро-блакитні кольори. На терені станції є невеликі магазини, банкомати та туалети. На станції заставлено тактильне покриття. Ліфти для інвалідів знаходяться з північної сторони станції, на вулиці Вонзововій, а також по обидва боки алеї Комісії Народної Освіти. На рівні -1 розташовуються підземні переходи, пункти обслуговування пасажирів і квиткові турнікети. На рівень перону (-2) можна спуститися по ескалатору або на ліфті.
Станція, в разі необхідності, може служити притулком цивільного населення. Для цього у кожного виходу зі станції встановлені гермозатвори.

## Пересадки
Пересадки на:
- денні автобуси: 166, 179, 192, 504
- на нічні автобуси: N34, N37

## Колійний розвиток
Південніше станції розташований шестістрелочний оборотний тупик, що переходить у сполучну лінію до електродепо «Кабати». Перегін до електродепо є триколійним - крім 3-тої і 4-тої станційної колії прямує і 2-а головна колія.

## Галерея

Розташування станції на мапі Варшави
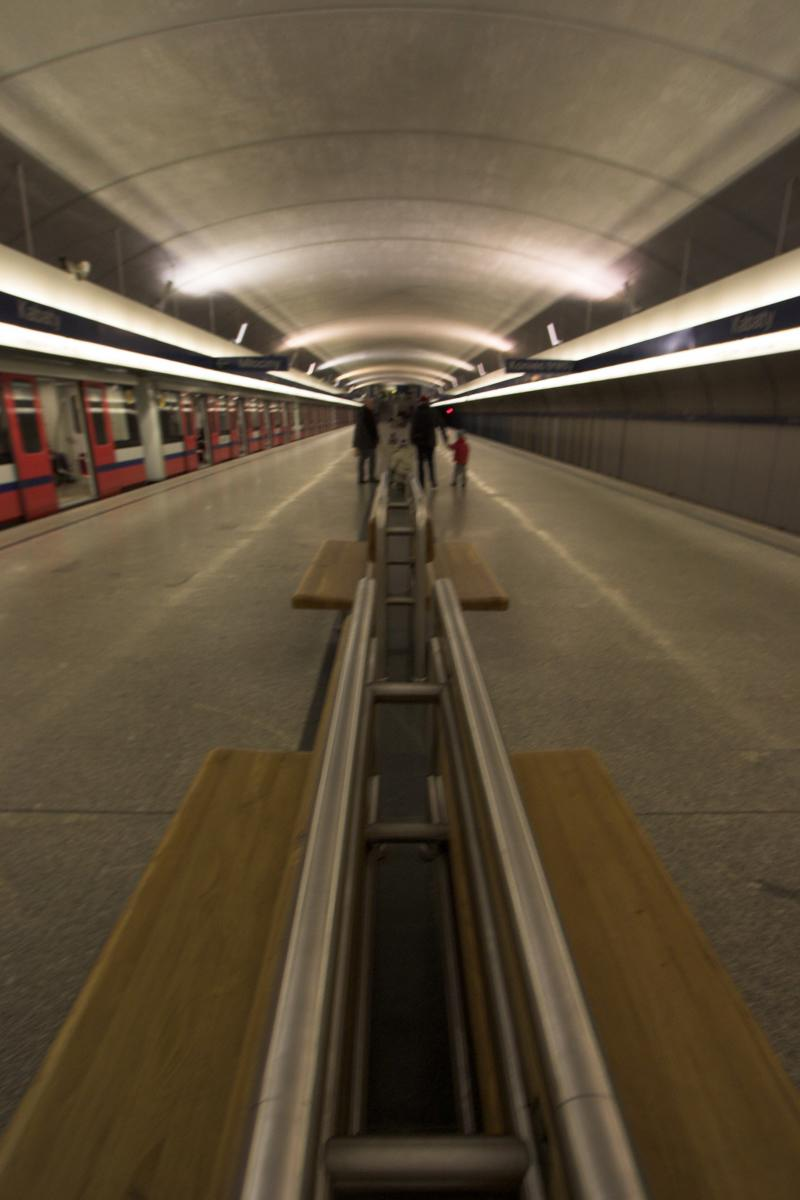
Перон станції
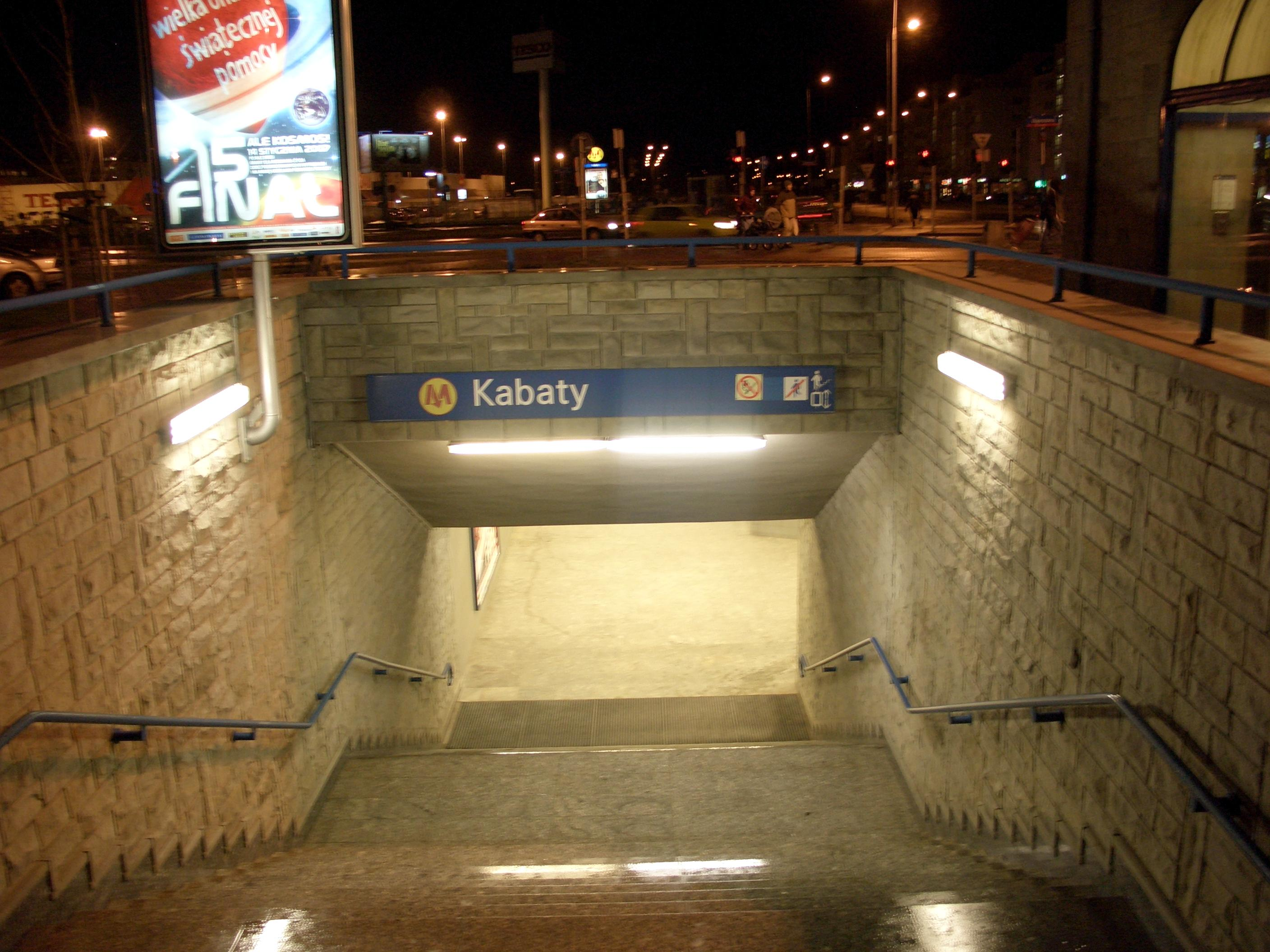
Вхід до станції
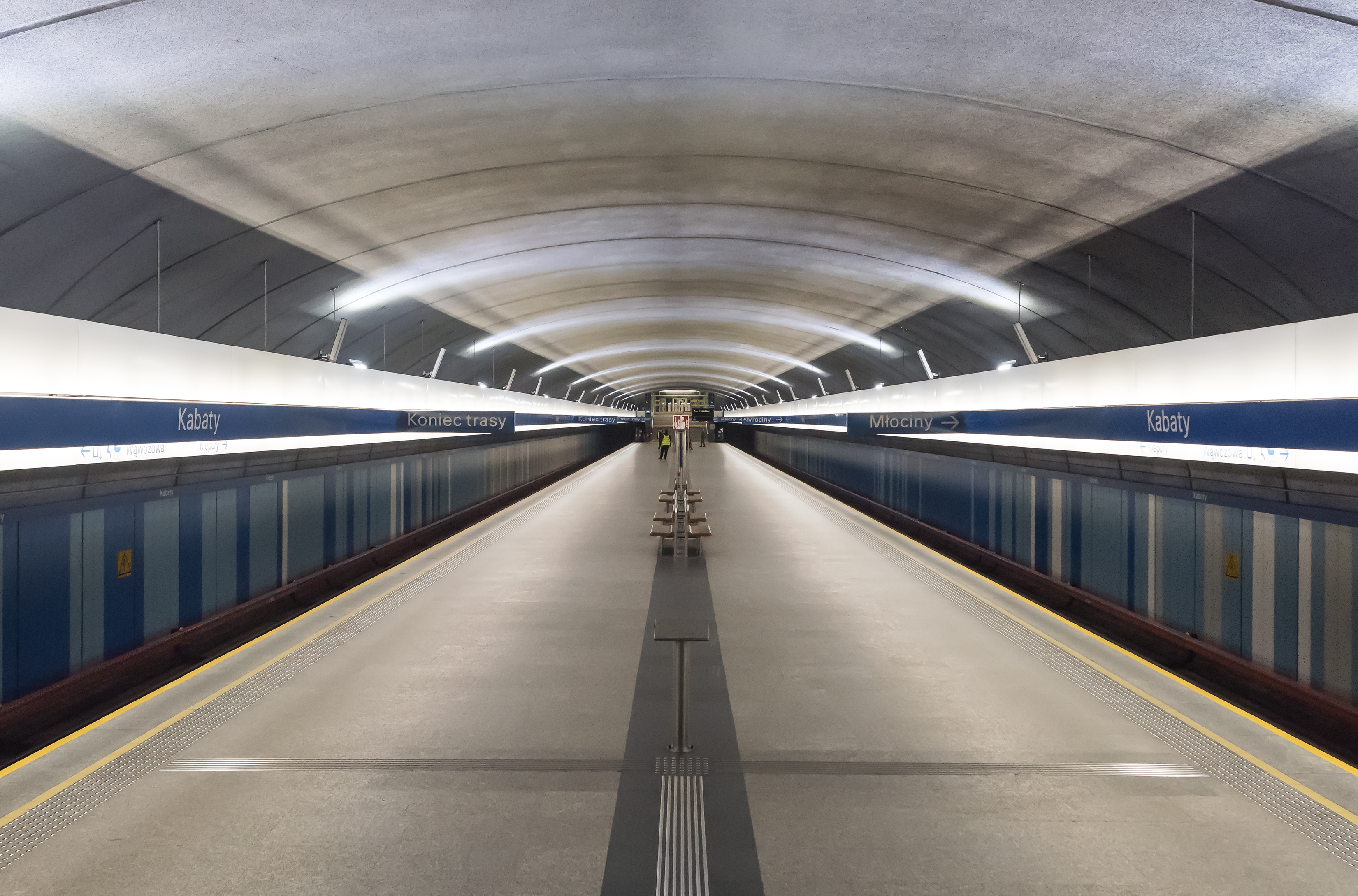
Загальний вигляд